# Tremors - La serie
Tremors - La serie (Tremors) è una serie televisiva statunitense di fantascienza prodotta da Big Productions Inc. e trasmessa nel 2003 dal Sci-Fi Channel. È stata prodotta in seguito al successo dei primi tre titoli della serie di film di Tremors (1990, 1996, 2001), seguiti poi da un quarto capitolo uscito nel 2004. 
È stato trasmesso in Italia sul canale satellitare Duel TV in prima visione assoluta.

## Trama
La cittadina statunitense di Perfection, nello Stato del Nevada, si trova ad affrontare all'improvviso un grande problema: l'invasione di giganteschi e feroci vermi carnivori che individuano le loro prede grazie alle vibrazioni sonore. Queste bestie, chiamate graboid sono nella lista delle specie protette dal governo, tutti gli esemplari a Perfection sono stati eliminati eccetto uno albino chiamato El Blanco che pur essendo feroce e pericoloso impedisce che la zona venga comprata o distrutta e diventa quindi una sorta di mascotte della città. Gli abitanti di Perfection dovranno convivere con questa creatura per continuare a vivere nella valle. A complicare la situazione, da un vecchio laboratorio segreto fuoriusce accidentalmente nell'area circostante una miscela genetica chiamata "Mixmaster", che ha l'effetto di far ibridare tra loro diverse specie animali e vegetali, generando pericolosi mutanti.
Tra gli abitanti di Perfection vi sono il paramilitare e paranoico Burt Gummer, la scultrice hippy Nancy Sterngood, la proprietaria della drogheria Jodi Chang, l'ex ballerina e ora proprietaria di ranch Rosalita Sanchez e l'ex-pilota di NASCAR Tyler Reed, che organizza giri turistici sui graboid. Nelle ultime puntate si trasferisce a Perfection anche Larry Norvel, ex-impiegato di Wall-Mart e appassionato di fantascienza. Infine spesso compare un rappresentante del governo, W.D. Twitchell, a cui è stato affidato dalle alte sfere il compito di controllare la situazione.

## Cast
|                       | Personaggio         | Attore              |
| --------------------- | ------------------- | ------------------- |
| Personaggi principali | Burt Gummer         | Michael Gross       |
| Personaggi principali | Tyler Reed          | Victor Browne       |
| Personaggi principali | Rosalita Sanchez    | Gladys Jimenez      |
| Personaggi principali | Nancy Sterngood     | Marcia Strassman    |
| Personaggi principali | Jodi Chang          | Lela Lee            |
| Personaggi principali | W.D. Twitchell      | Dean Norris         |
| Personaggi ricorrenti | Larry Norvel        | J. D. Walsh         |
| Personaggi ricorrenti | Cletus Poffenberger | Christopher Lloyd   |
| Personaggi ricorrenti | Melvin Plugg        | Robert Jayne        |
| Personaggi ricorrenti | Dr. Casey Matthews  | Sarah Rafferty      |
| Personaggi ricorrenti | Mindy Sterngood     | Tinsley Grimes      |
| Personaggi ricorrenti | Harlowe Winnemucca  | Branscombe Richmond |
| Personaggi ricorrenti | Roger Garrett       | Richard Biggs       |
| Personaggi ricorrenti | Frank               | Nicholas Turturro   |

## Cancellazione
Negli USA, questo telefilm rimpiazzò Farscape (una serie di fantascienza) nel palinsesto di Sci-Fi Channel, ma non riuscì ad ottenere lo stesso riscontro di pubblico. Per questo motivo, si decise di fermarne le riprese dopo appena 13 episodi.

## Episodi
| Stagione       | Episodi | Prima TV Originale | Prima TV Italia |
| -------------- | ------- | ------------------ | --------------- |
| Prima stagione | 13      | 2003               | 2004            |